# Clyde Kluckhohn
Clyde Kay Maben Kluckhohn (ur. 11 stycznia 1905 w Le Mars w stanie Iowa, zm. 29 lipca 1960 w Santa Fe), amerykański antropolog kultury. 
Od 1946 roku był profesorem Harvard University w Cambridge. Jego głównym przedmiotem zainteresowań była ogólna teoria kultury. Badał też kultury indiańskie występujące w Nowym Meksyku (głównie Nawaho).

## Najważniejsze prace
- To the Foot of the Rainbow (1927)
- Beyond the Rainbow (1933)
- The Navaho (1946)
- Mirror for Man (1949)
- Culture. A Critical Review of Concepts and Definitions (współautor: Alfred L. Kroeber, 1952).
- Personality in Nature, Society, and Culture (współautorzy: Henry A. Murray i David M. Schneider, 1953)